# Doug McClure
Douglas Osborne McClure (Glendale, Califòrnia, 11 de maig de 1935 – Sherman Oaks, 5 de febrer de 1995) va ser un actor estatunidenc, la carrera cinematogràfica i televisiva del qual es va estendre des de la dècada de 1950 a la de 1990.

## Biografia
McClure va néixer a Glendale (Califòrnia). Els seus pares eren Donald Reed McClure i Clara Clapp.
Va guanyar fama gràcies a les seves interpretacions com a Trampes en la sèrie western de la NBC El virginià, al costat de James Drury, Roberta Shore, Lee J. Cobb, Randy Boone, Gary Clarke, i Tim Matheson, aquest últim en les temporades finals. Abans d'El virginià, McClure va actuar en altres dues sèries: com Frank "Flip" Flippen en el western de la NBC Overland Trail (1960), al costat de William Bendix, i com Jed Sills en la sèrie detectivesca de la CBS Checkmate (1960-1962), al costat d'Anthony George i Sebastian Cabot.
També va treballar en films de ciència-ficció, com The Land That Time Forgot. El 1967, va interpretar el paper d'Errol Flynn en una versió d'Against All Flags titulada The King's Pirate. També va coprotagonitzar la sèrie Out of This World cap al final de la seva carrera. Juntament amb Troy Donahue, va donar nom al personatge de Troy McClure en Els Simpson.
Va estar casat en cinc ocasions. Les seves esposes van ser Faye Brash, l'actriu Barbara Luna, Helen Crane, Diane Soldani i Diane Furnberg. Es va divorciar de les quatre primeres. El seu últim matrimoni va durar fins a la defunció de l'actor el 1995, a causa d'un càncer de pulmó a Sherman Oaks, Los Angeles (Califòrnia). Va ser enterrat en el cementiri Woodlawn Memorial en Santa Mónica. Una de les seves filles és l'actriu Tane McClure.
McClure va rebre una estrella en el Passeig de la Fama de Hollywood, en el 7065 del Hollywood Boulevard, pel seu treball en la televisió.

## Filmografia
Filmografia:
- The Enemy Below (1957)
- Gidget (1959)
- Els que no perdonen (The Unforgiven) (1960)
- Els impetuosos (1964)
- Shenandoah (1965)
- Beau Geste (1966)
- The King's Pirate (1967)
- Terror in the sky (1971)
- Playmates (1972)
- The Judge and Jake Wyler (1972)
- "Die blutigen Geier von Alaska" (Alemanya, 1973)
- La terra oblidada pel temps (1975)
- At the Earth's Core (1976)
- Oblidats pel temps (The People That Time Forgot) (1977)
- Els conqueridors d'Atlantis (1978)
- Wild and Wooly (1978)
- The Rebels - Pt. 2 of the Kent Family Chronicles (1979)
- Humanoids from the Deep (1980)
- Firebird 2015 A. D. (1981)
- La casa del diable (The House Where Evil Dwells) (1982)
- Els bojos del Cannonball 2 (Cannonball Run II) (1984)
- 52 Pick-Up (1986)
- Omega Syndrome (1986)
- Prime Suspect (1988)
- Dark Before Dawn (1988)
- Battling for Baby (1992)
- Dead Man's Revenge (1993)
- Maverick (1994)
- Riders in the Storm (1995)

## Televisió
- Checkmate - Jed Stills (1960-1962)
- El virginià - Trampes (1962-1971)
- Barbary Coast - Cash Conover (1975)
- Satan's Triangle - Tinent J. Haig (1975)
- Search - C. R. Grover (1972-1973)
- Arrels - Jemmy Brent (1977)
- Out of This World - Major Kyle Applegate (1987-1991)
- The Gambler Returns: The Luck of the Draw (1994)